# Joseph Bruno (Politiker)

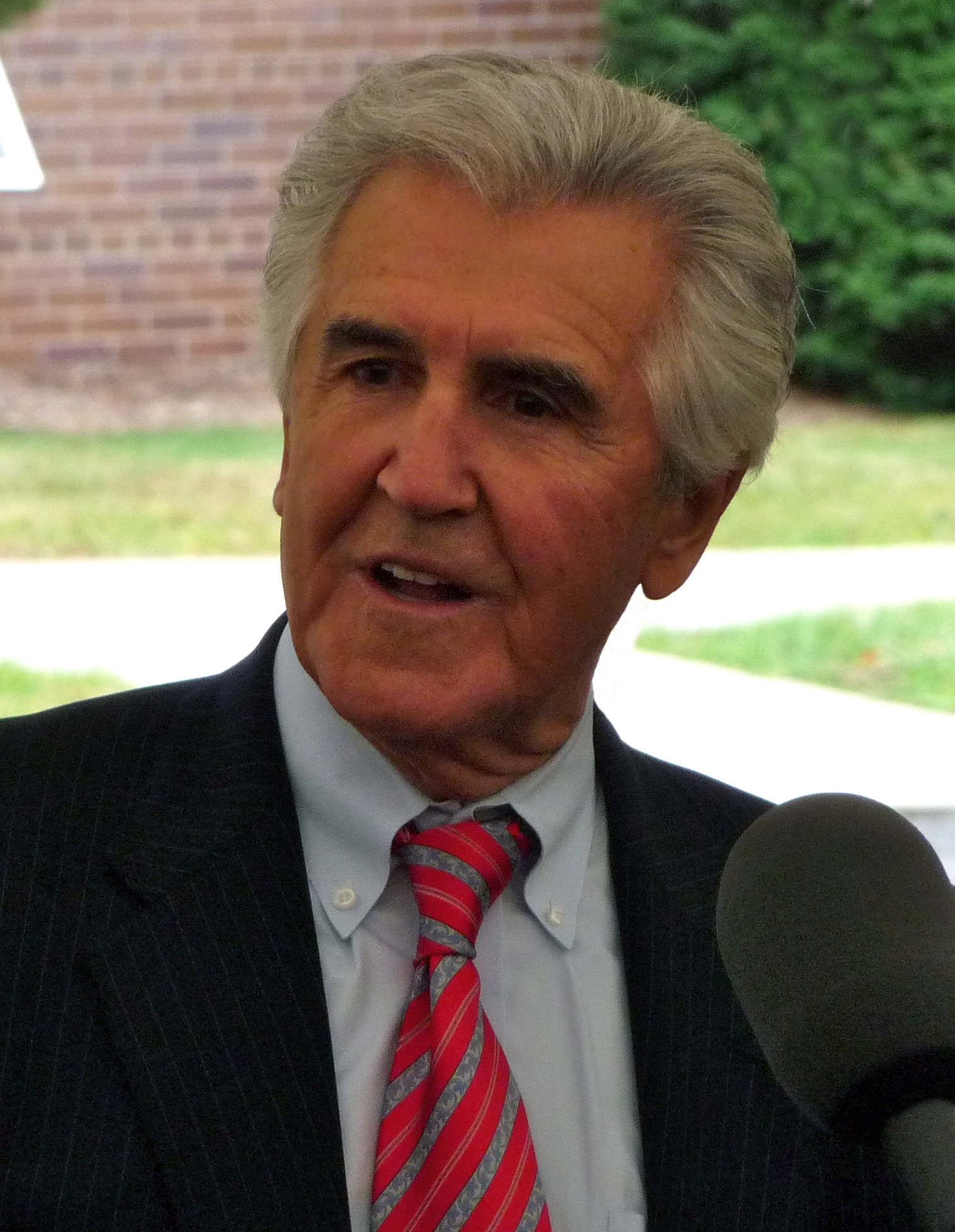
Joseph Bruno

Joseph Louis Bruno (* 8. April 1929 in Glens Falls, Warren County, New York; † 6. Oktober 2020 in Brunswick, New York) war ein US-amerikanischer Politiker (Republikanische Partei). Im Jahr 2008 war er kommissarischer Vizegouverneur des Bundesstaates New York.

## Werdegang
Joseph Bruno absolvierte die St. Mary’s Academy und studierte dann bis 1952 am Skidmore College in Saratoga Springs. Zwischen 1952 und 1954 diente er während des Koreakrieges als Feldwebel in der United States Army. Politisch schloss er sich der Republikanischen Partei an. 1966 gehörte er dem Wahlkampfteam von Gouverneur Nelson Rockefeller an. In den Jahren 1968 und 1969 war er Präsident der Nachwuchsorganisation seiner Partei im Staat New York; von 1974 bis 1977 war er Bezirksvorsitzender der Republikaner im Rensselaer County. Zwischen 1977 und 2008 saß er im Senat von New York. Vom 25. November 1994 bis zum 24. Juni 2008 leitete er die republikanische Fraktion. Im Jahr 2008 war er auch als Temporary President of the Senate Vorsitzender dieses Gremiums. Erwähnenswert ist seine Kritik am Irakkrieg und der diesbezüglichen Politik seines republikanischen Parteifreundes George W. Bush.
Nach dem Rücktritt von Gouverneur Eliot Spitzer rückte dessen Vizegouverneur David Paterson in das höchste Staatsamt auf. Die freigewordene Stelle fiel nun entsprechend der Staatsverfassung dem amtierenden Präsidenten des Staatssenats, Joseph Bruno, zu. Er übte diese Funktion ab dem 17. März 2008 kommissarisch aus. Dabei war er Stellvertreter des Gouverneurs und formaler Vorsitzender des Staatssenats. Inzwischen waren Ermittlungen wegen Korruption gegen Bruno eingeleitet worden. Angesichts einer drohenden Anklage trat er am 24. Juni 2008 als Senatspräsident zurück. Damit entfiel auch die Grundlage für sein Amt als kommissarischer Vizegouverneur, das nun dem neuen Senatspräsidenten Dean Skelos zufiel.
Am 18. Juli 2008 legte Bruno auch sein Senatsmandat nieder. Im Januar 2009 wurde er wegen Korruption und Betrugs angeklagt und später zu zwei Jahren Gefängnis verurteilt. Das Verfahren ging in Revision und sollte im Mai 2014 neu aufgenommen werden. Joseph Bruno war mit der im Januar 2008 verstorbenen Barbara Frasier verheiratet, mit der er zwei inzwischen erwachsene Kinder hatte.